# San Michele Arcangelo (Perugia)

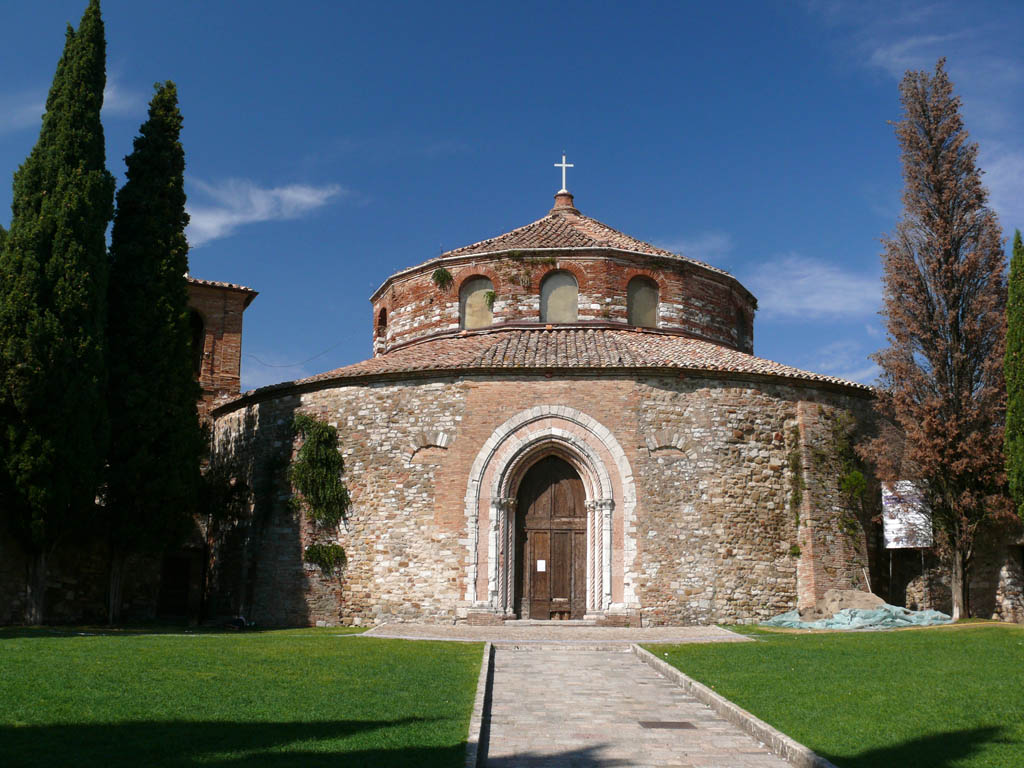
Perugia – San Michele Arcangelo

Die Rundkirche San Michele Arcangelo (auch Tempio di Sant'Angelo genannt) in der umbrischen Stadt Perugia ist ein frühchristlicher Kirchenbau aus dem 5./6. Jahrhundert. Sie ist dem Erzengel Michael geweiht.

## Baugeschichte
Über den Kirchenbau sind nur sehr wenige gesicherte Informationen bekannt; das meiste ist spekulativ: Die Kirche wurde wahrscheinlich auf den Grundmauern eines Mithräums oder eines antiken Rundtempels oder gar eines etruskischen Rundbaus errichtet. Im Mittelalter diente das Bauwerk als Pfarrkirche. Ende des 15. Jahrhunderts wurde der – wahrscheinlich bereits baufällige – Bau teilweise niedergerissen und als militärische Festung genutzt. Im 16. Jahrhundert jedoch ordnete der Kardinal Tiberio Crispo eine Restaurierung an. Bei einer erneuten Restaurierung im Jahr 1948 wurden Freskenreste entdeckt.

## Architektur

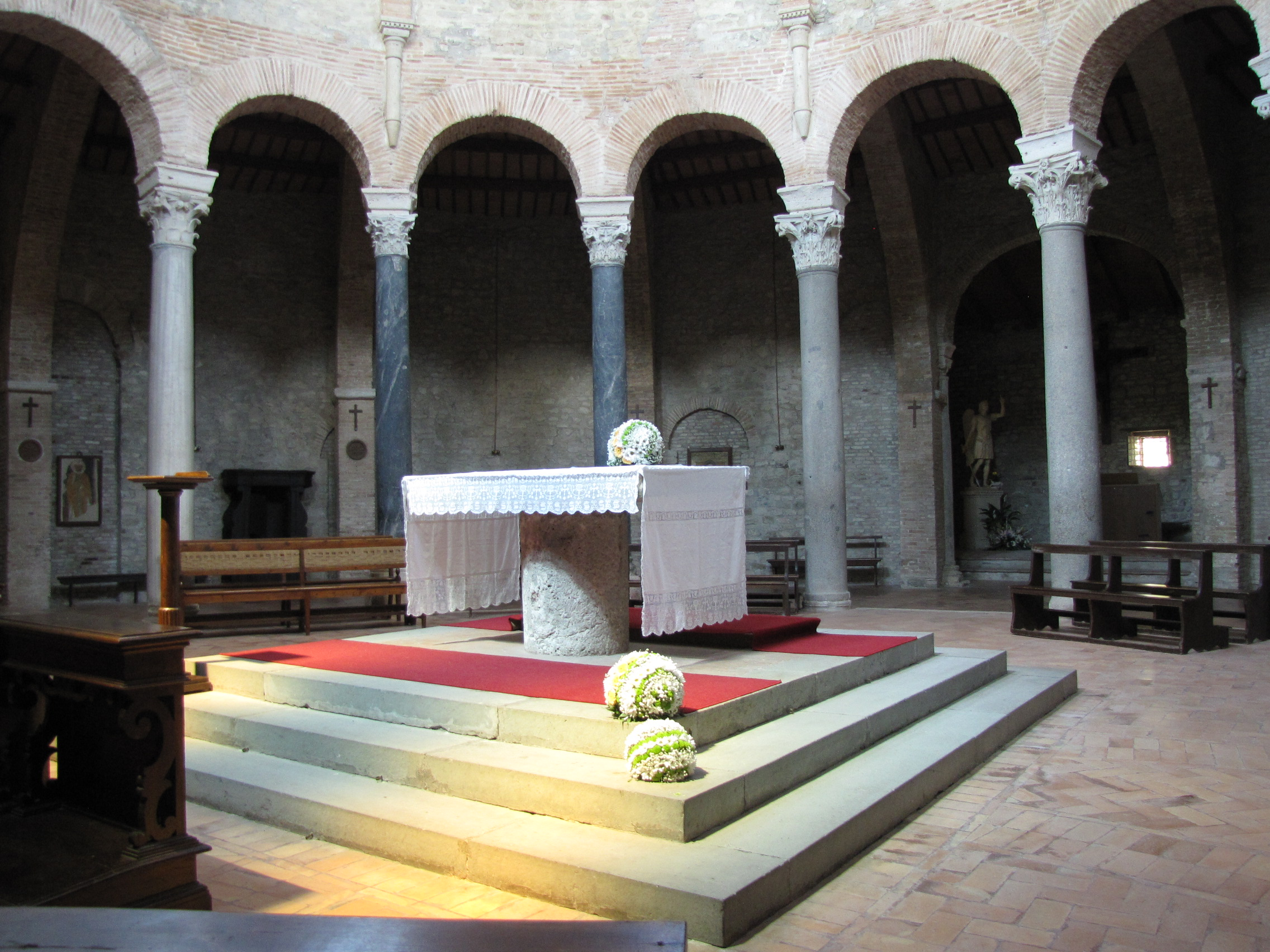
Innenraum

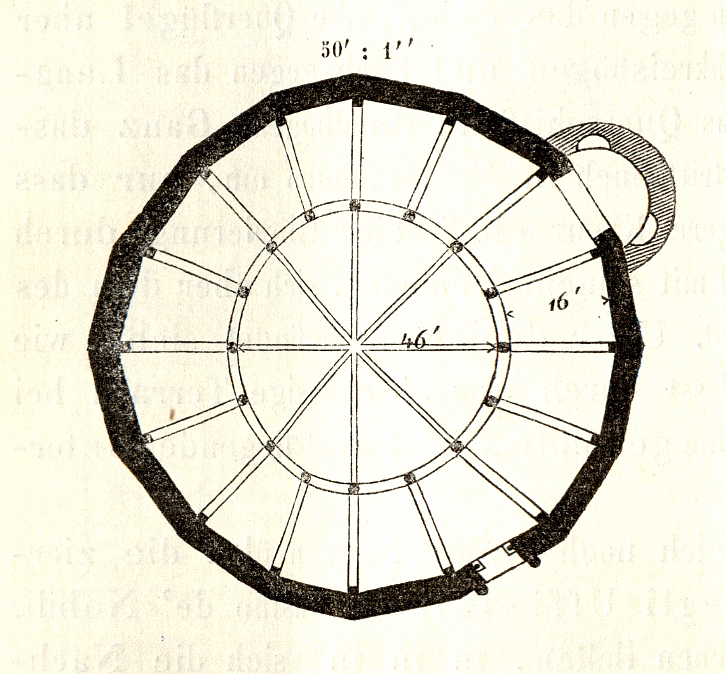
Grundriss (1860)

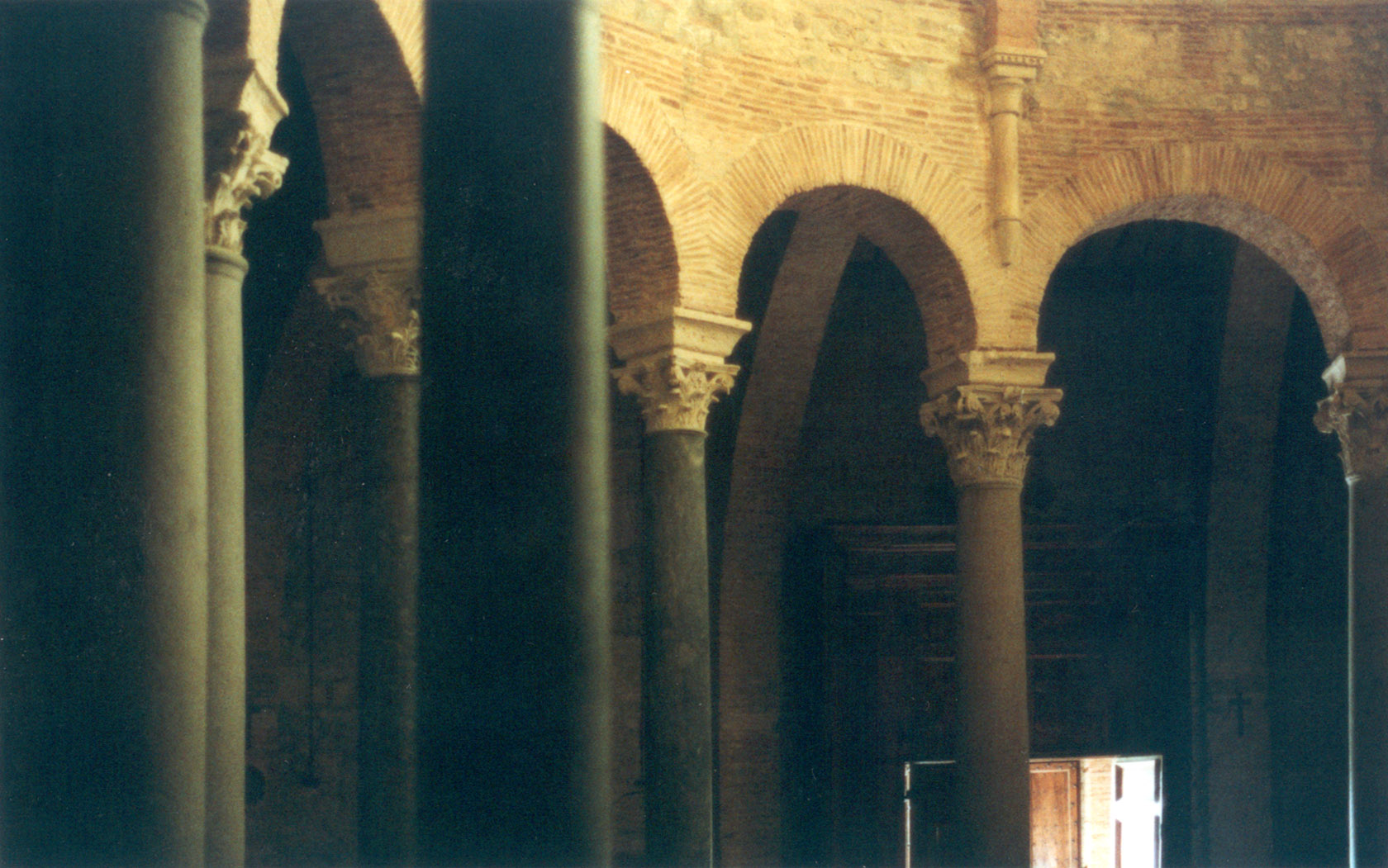
Säulen im Innenraum

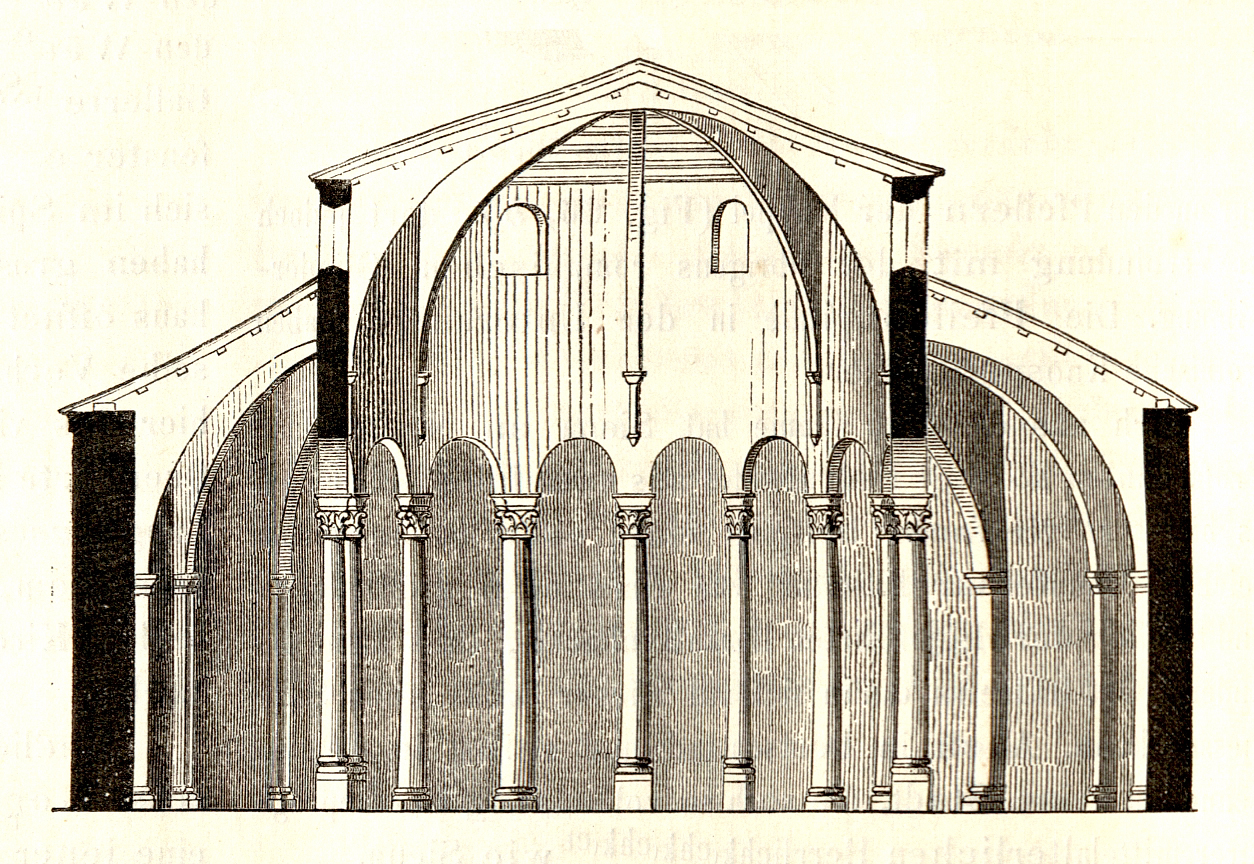
Querschnitt (1860)

Das Erdgeschoss des Bauwerks ist aus nur geringfügig bearbeiteten Bruchsteinen gemauert; nur die Einfassung des im 13. Jahrhundert eingefügten und mehrfach zurückgestuften gotischen Spitzbogenportals besteht aus Ziegelsteinen. Links und rechts des Portals sind ansatzweise die Bögen ehemals vorhandener Fenster zu erkennen; die mächtigen Strebepfeiler scheinen – trotz des verwendeten Bruchsteinmaterials – später hinzugefügt worden zu sein. Der Tambouraufbau mit seinen zwölf Rundbogenfenstern besteht aus Lagen von hellen Bruchsteinen und roten Ziegelsteinen.
Im Grundriss aus dem Jahre 1860 erscheint der Außenbau als leicht unregelmäßiges Sechzehneck mit einer später hinzugefügten – nach Nordosten orientierten – Apsis mit zwei kleinen seitlichen Konchen. Das Innere der im Erdgeschoss fensterlosen Kirche wird dominiert von 16 antiken – mit großer Sicherheit als Spolien wiederverwendeten – monolithischen Säulen aus unterschiedlichem Steinmaterial und mit antiken Kapitellen, die einen Oberbau tragen, dessen acht aus Ziegelsteinen gemauerte und zur Mitte leicht ansteigende Rippen eine hölzerne Dachkonstruktion stützen. Der Kirchenbau wird ausschließlich durch die Fenster des Tambourgeschosses belichtet; lediglich in der Apsis befindet sich ein kleines Fenster. Der gesamte Umgangsbereich des Erdgeschosses ist nicht gewölbt, sondern in ähnlicher Weise gedeckt wie der Tambour.

## Sonstiges
- Wenige Meter vom Eingangsportal entfernt ist im Fußboden des Kirchenraums ein Stein mit einem Pentagramm (auch ‚Drudenfuß‘) eingelassen, der zu vielen Spekulationen Anlass gegeben hat.
- An mehreren Kapitellen finden sich eingeritzte Buchstaben in griechischer Schrift, über deren möglichen inneren Zusammenhang und seine eventuelle Bedeutung ebenfalls nur spekuliert werden kann.
- In einige Steine des Mauerwerks sind Kreuze eingeritzt, die entfernt einem Templerkreuz ähneln.

## Bilder

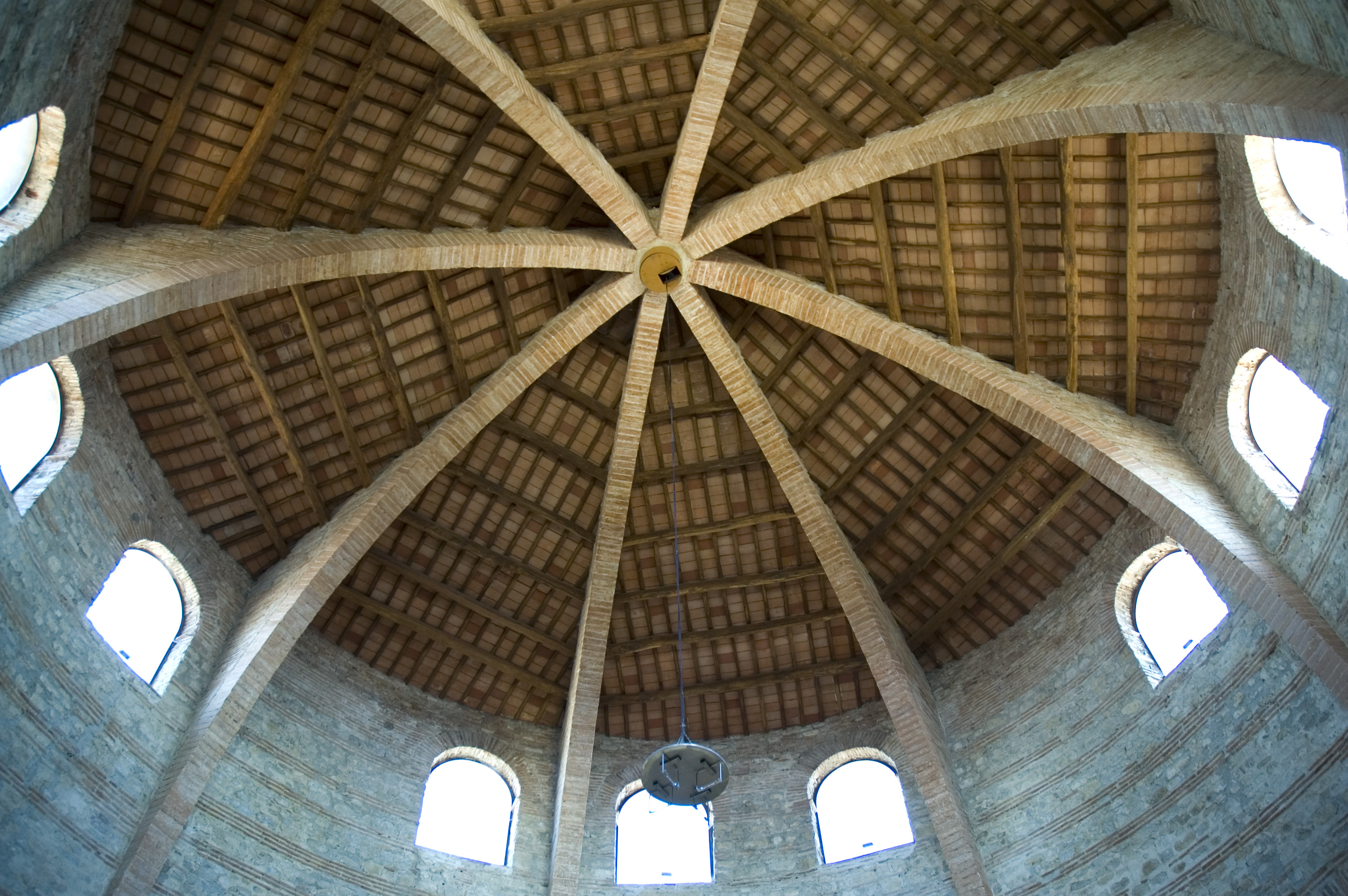
Achtteiliges Gewölbe
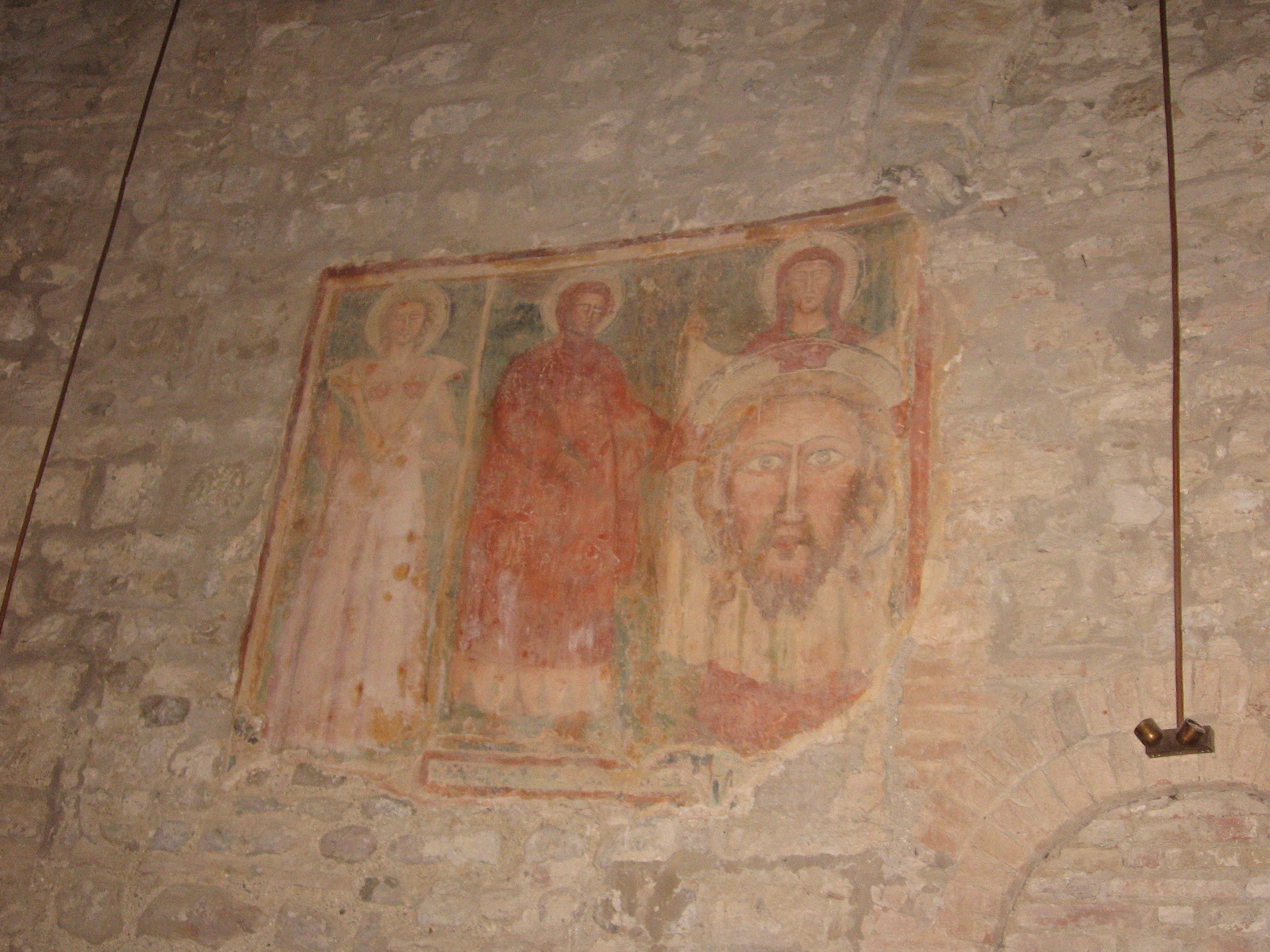
Gotisches Fresko mit hl. Veronika u. a.